# Hovestadt
Hovestadt – dzielnica (Ortsteil) wiejskiej gminy Lippetal w powiecie Soest, w kraju związkowym Nadrenia Północna-Westfalia, w rejencji Arnsberg.

## Demografia
Według danych z marca 2023 roku w Hovestadt mieszkało 1181 mieszkańców. Według danych z marca 2025 roku liczba mieszkańców Hovestadt wzrosła do 1215. 563 mieszkańców to mężczyźni, a 652 to kobiety.

## Geografia

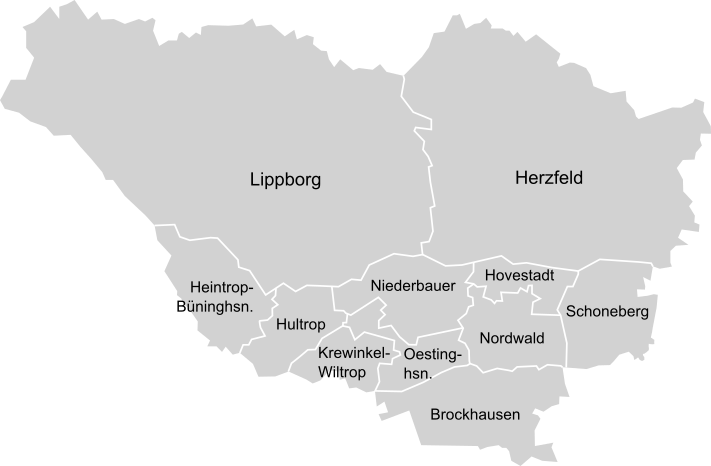
Dzielnice Lippetal

Hovestadt położona jest w środkowo-wschodniej części Lippetal i graniczy z czterema innymi dzielnicami: Herzfeld, Niederbauer, Nordwald i Schoneberg.

## Historia

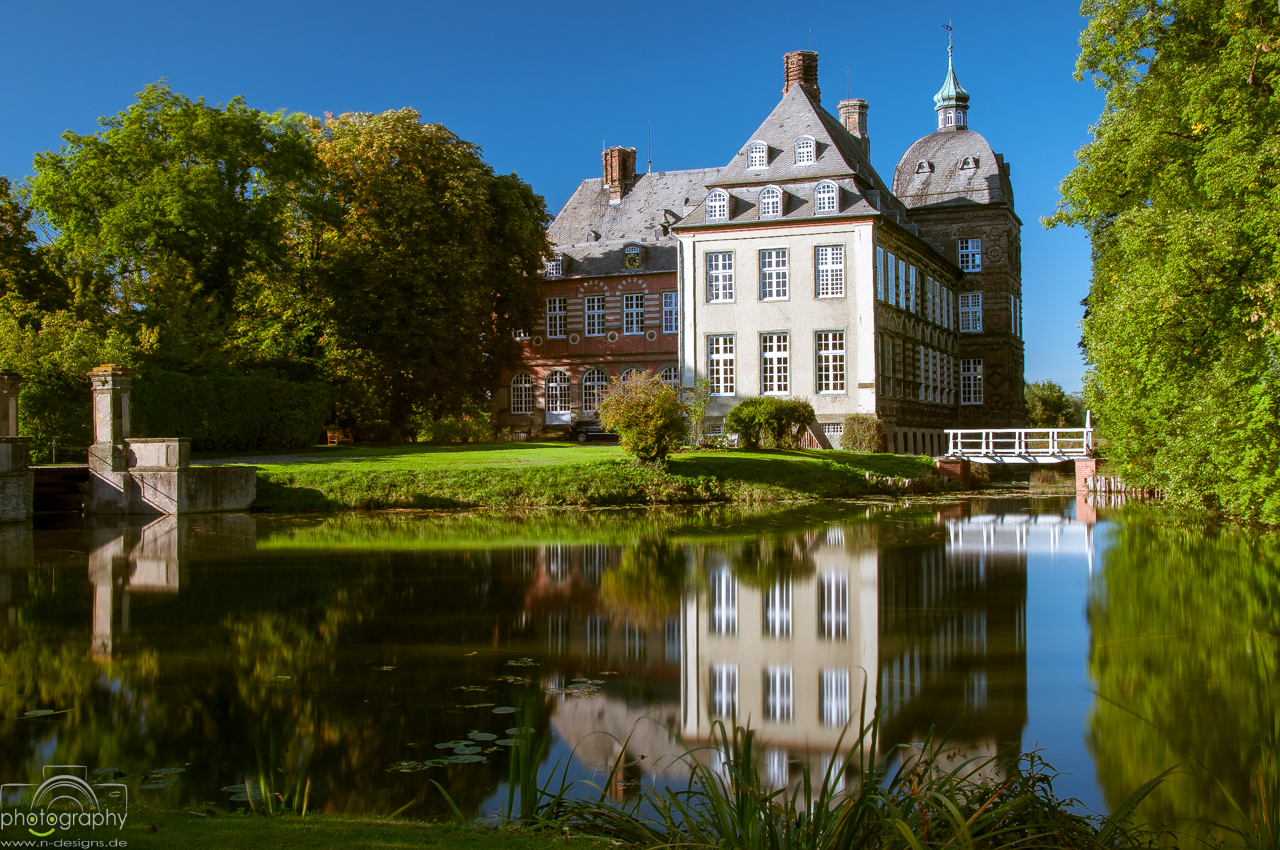
Zamek Hovestadt

W Hovestadt stoi zamek, który po raz pierwszy został udokumentowany w 1292 roku. Biskupi i arcybiskupi Kolonii zbudowali fortyfikacje w wielu miejscach wzdłuż rzeki Lippe, aby zabezpieczyć swoje granice, m.in. w Hovestadt.
Ze względu na strategicznie korzystne położenie przy przeprawie Lippe, zamek był niszczony kilka razy w średniowieczu, ale zawsze odbudowywany. Obecny zamek z fosą i jego głównym budynkiem został zbudowany w latach 1563–1572 przez Laurenza von Brachuma.

### Reorganizacja gmin
W ramach reorganizacji gmin 1 lipca 1969 roku Hovestadt wraz z 11 innymi miejscowościami stało się częścią nowej gminy Lippetal.